# Snow World Bispingen

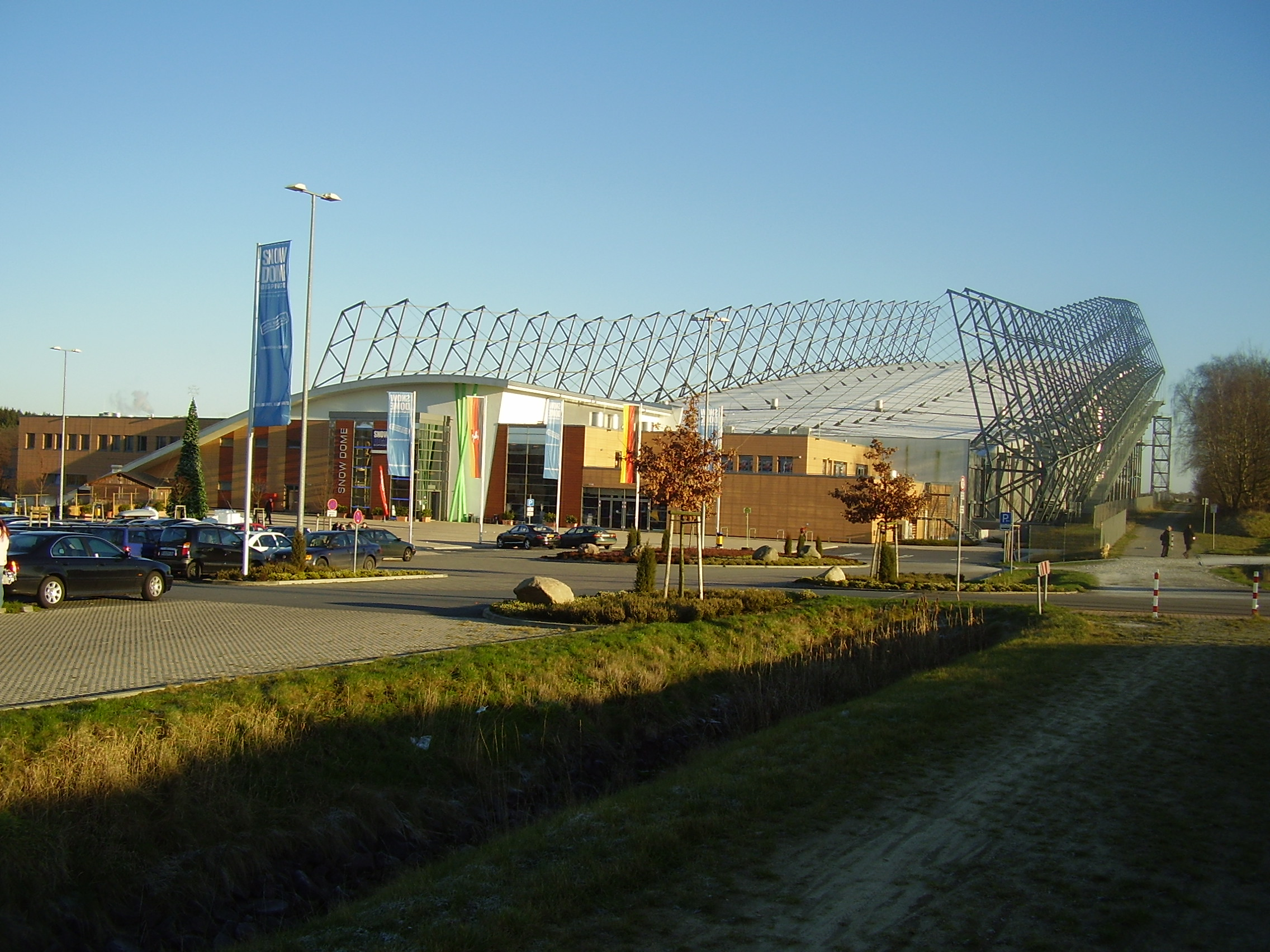
Außenansicht der Skihalle

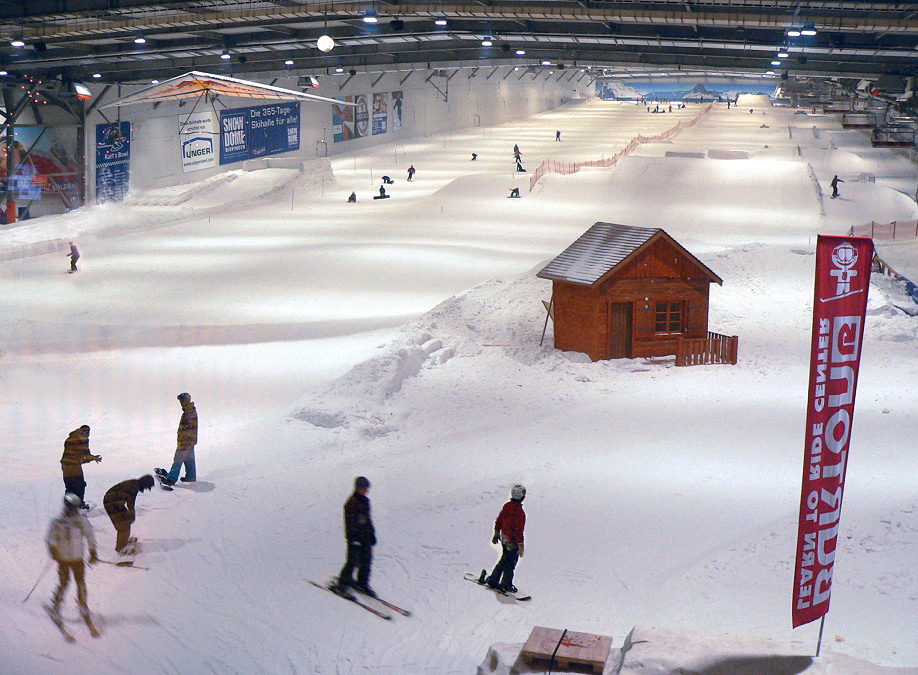
Blick vom Eisbalkon auf die Piste

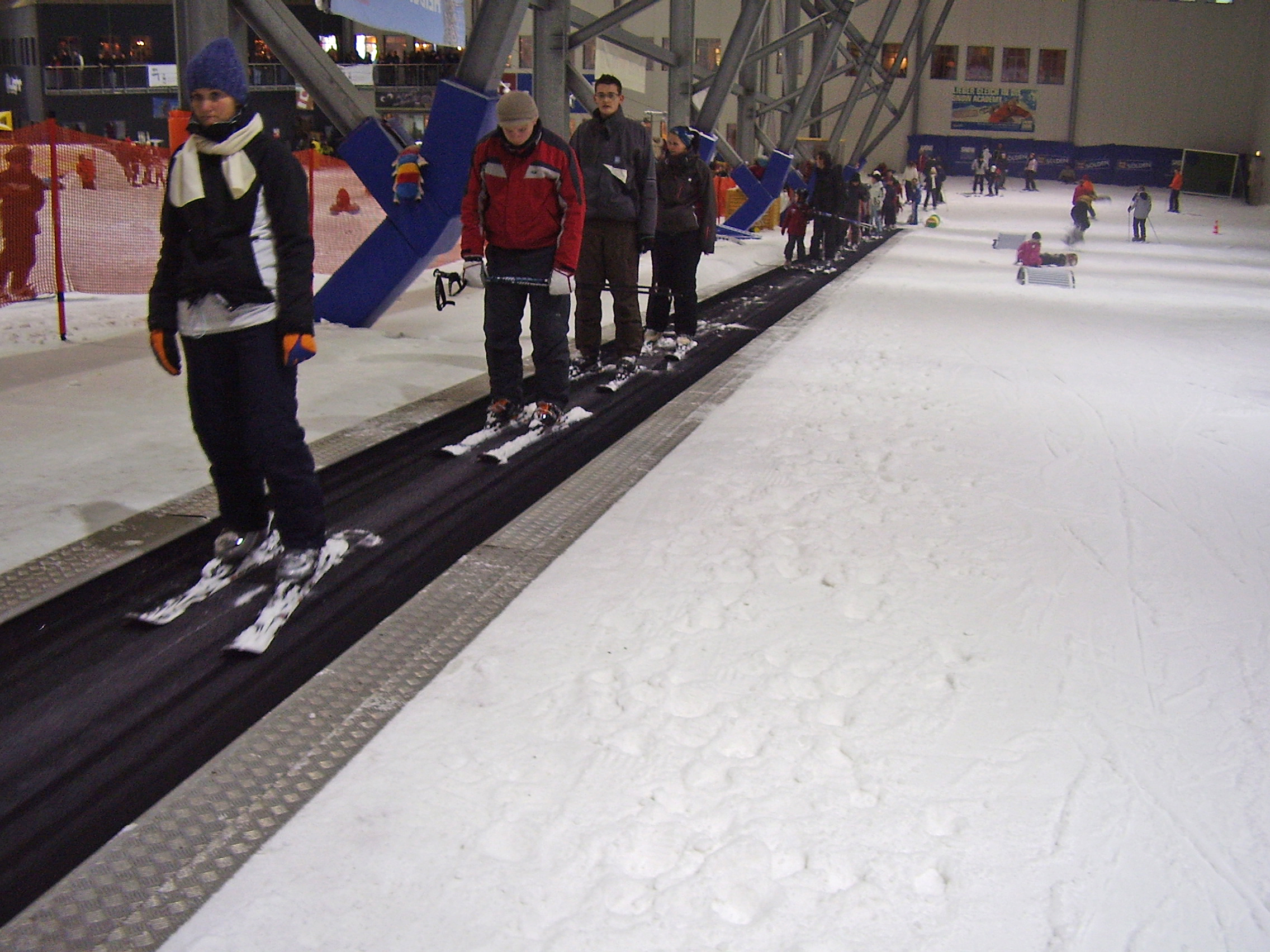
Anfängerpiste mit Förderband

Die Snow World Bispingen (Eigenschreibweise SnowWorld Bispingen, ehemals Snow Dome Bispingen) ist eine Skihalle im niedersächsischen Bispingen, die am 21. Oktober 2006 eröffnet wurde.

## Beschreibung
Die Piste hat eine Länge von etwa 300 m und eine Breite von bis zu 100 m. Auf der Schneefläche von rund 23.000 m² Fläche befanden sich vor den Umbauarbeiten neben der Abfahrtspiste noch ein so genannter Funpark, eine Rodelbahn sowie eine Anfängerpiste. Das Gefälle beträgt zwischen 20 % (oben) und 9 % (unten).
In der Halle gibt es drei Skilifte: Einen Teller-Schlepplift mit einer Kapazität von 710 Personen/Stunde sowie einen Sessellift mit einer Kapazität von 3000 Personen/Stunde. Beide Lifte stammen aus der Herstellung des Seilbahnbauers Doppelmayr. Daneben ist noch ein Förderband für die Anfängerpiste vorhanden.
Die Temperatur innerhalb der ganzjährig geöffneten Halle wird während des Betriebs konstant auf −2 bis −4 °C gehalten. Für Zuschauer gibt es einen Eisbalkon, der frei betreten werden kann.

## Umbau 2013
Am 31. März 2013 schloss der Snow Dome, die Weiterführung des Betriebes war zunächst ungewiss. Die Mitarbeiter bekamen ihre Kündigung. Ab Mai 2013 wurden die Kühl- und Beschneiungsanlagen in der Halle nach einem neuen Konzept, das vor allem die hohen Energiekosten senken soll,  vollständig neu erbaut. Auch die Skilifte wurden im Rahmen der Umbauarbeiten generalsaniert. Nach den umfangreichen Sanierungsarbeiten wurde die Skihalle mit kürzeren Öffnungszeiten, die die Personalkosten verringern sollen, am 2. November 2013 wiedereröffnet.

## Erweiterung um Gartenbahnanlage 2020
Ab September 2019 wurden unter der Halle die Modellbauwelten Bispingen als Modelleisenbahn installiert, die bei Eröffnung am 1. Juli 2020 mit 20 km Gleisnetz auf 12.000 m² Fläche die weltgrößte Anlage in Nenngröße G (NEM-Nenngröße IIm, Maßstab 1:22,5) ist. Der Aufbau der Anlage wurde durch den Sender Kabel 1 begleitet.
Außerdem wurde 2020 das Automuseum Automobile Zeitzeugen eröffnet. Ausgestellt sind unter anderem ein Triumph Roadster von 1949 und ein McLaren. Insgesamt sind 22 Autos ausgestellt. In einem Video sind VW Polo, Mercedes-Benz W 113, VW-Bus, Porsche 911, McLaren MP4-12C, BMW 3er, Ford Escort, Mercedes-Benz R 107, Volvo Amazon, Ford Mustang, Mercedes-Benz Baureihe 126, Mercedes-Benz R 129, der genannte Triumph und ein paar Motorräder erkennbar.

## Betreiberwechsel 2024
Im November 2024 übernahm Snow World, ein Betreiber von Indoor-Skianlagen in Europa, die Skihalle in Bispingen als zweite deutsche Niederlassung. Seither trägt die Anlage den Namen Snow World Bispingen.